# Omnibuswartehalle St. Wendel

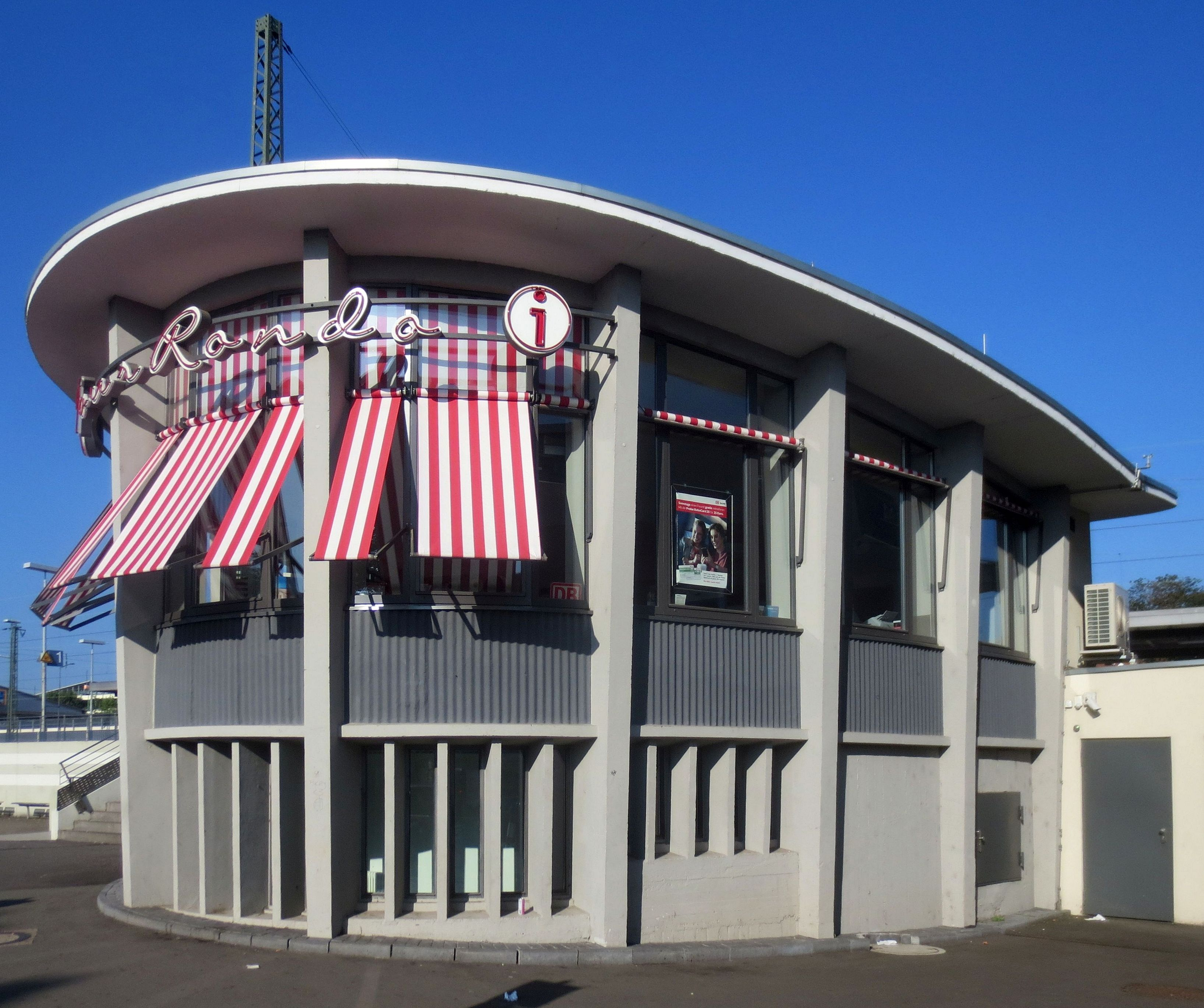
Omnibuswartehalle St. Wendel (2015)

Die Omnibuswartehalle St. Wendel (heute TourRondo St. Wendel) ist ein denkmalgeschützter Bau am Bahnhof der saarländischen Stadt St. Wendel.

## Geschichte
Der 1860 eröffnete Bahnhof St. Wendel wurde nach Zerstörungen im Zweiten Weltkrieg 1954 wiederhergerichtet und 1966 bis 1970 in Teilen neu errichtet. Die Omnibuswartehalle entstand 1956 nach Plänen der Bauabteilung der Eisenbahnen des Saarlandes. Sie wurde 1970 zu einer Gaststätte umgenutzt und im Inneren umgebaut. Ein geplanter Abriss der Gaststätte im Zuge der Umgestaltung des Bahnhofsumfeldes in den 1990er Jahren wurde nicht realisiert. Der lange leerstehende Bau wurde 2010 saniert und zu einem Servicecenter der Saar-Pfalz-Bus und der Deutschen Bahn umgebaut. Aufgrund des Betreiberwechsels im Busverkehr des Landkreises ist dort inzwischen ein Kundenzentrum der Saar-Mobil untergebracht.

## Architektur
Das zweigeschossige Pavillongebäude wurde über halbovalem Grundriss erbaut. Es wird von einem geschwungenen und geknickten Flachdach mit weitem Überstand gedeckt. Zentrales Gestaltungselement der Fassade sind die vertikalen Betonstrebepfeiler, die nach oben leicht ausgestellt sind. Gekrümmte Brüstungsfelder mit vertikaler Putzriffelung trennen die Geschosse optisch. Das untere Geschoss versinkt leicht im Erdboden. Die zurückgesetzten Fenster werden von vertikalen Betonlamellen verdeckt. Das obere Geschoss ist zwischen den Betonstreben verglast. Das Obergeschoss lässt sich über den Bahnsteig ebenerdig betreten. Ursprünglich war im Untergeschoss die Gepäckaufgabe untergebracht, im Obergeschoss ein Wartesaal mit Ausschank. Ab Mitte der 1970er Jahre war im Obergeschoss eine Gaststätte mit Kiosk untergebracht, im Untergeschoss eine öffentliche Toilette.
Die Wartehalle gilt als in der Region seltenes Zeugnis der Architektur der 1950er Jahre und steht deshalb unter Denkmalschutz. 2013 erhielt das sanierte Gebäude den Saarländischen Denkmalpflegepreis.